# Miltochrista striata
Miltochrista striata là một loài bướm đêm thuộc phân họ Arctiinae, họ Erebidae.